# Звезды по обмену
«Звёзды по обмену» (укр. Зірки за обміном) — украинская семейная комедия режиссёра Алексея Даруга. Премьера состоялась 1 января 2021 года. Лента рассказывает о непростых отношениях непримиримых соперников — звёзд шоу-бизнеса Поли и Фомы. Они неожиданным образом оказываются в телах друг друга и, чтобы вернуть свою жизнь, должны решить семейные и романтические проблемы оппонента.

## Сюжет
Между двумя звездными исполнителями идет непримиримая война. Поля Молякова (Оля Полякова) и Фома Михайловский (Михаил Хома) никогда не уступят друг другу даже в незначительной мелочи. Что уж говорить о престижной награде. Поток взаимных проклятий закончился тем, о чём никто и подумать не мог. Утром эти двое проснулись, поменявшись телами. Теперь придется, наконец, найти общий язык. А прежде чем вернуть себе свое тело, каждый должен помочь вчерашнему врагу решить проблемы в личной жизни.

## В ролях
| Актёр             |
| ----------------- |
| Ольга Полякова    |
| Михаил Хома       |
| Сергей Лыба       |
| Мария Пустовая    |
| Дмитрий Вивчарюк  |
| Ефросинья Мельник |
| Елизар Назаренко  |
| Олег Волощенко    |
| Magic Five        |
| Юрий Горбунов     |
| Роман Халаимов    |
| Наталья Сумская   |
| Jerry Heil        |
| Дядя Жора         |

## Производство

### Смета
Кинопроект комедии стал одним из победителей Одиннадцатого конкурсного отбора Госкино (2020). Общая смета фильма — 15 миллионов гривен, треть из них внесла Ольга Полякова, которая так же выступила продюсером ленты. Сумма поддержки Госкино составила 7,5 миллионов гривен (50 % от общей стоимости производства фильма).

### Препродукция
Фильм снят в сотрудничестве KINOROB (входит в состав FILM.UA Group) и Secret Service Enternteinment при поддержке Государственного агентства Украины по вопросам кино.

### Фильмирование
Съёмки комедии началось в феврале 2020 года, но в марте из-за пандемии COVID-19, съёмочная группа должна была поставить их на паузу. Однако как только ограничительные меры были смягчены, команда вернулась к кинопроцессу. Съемки проходили в Киеве и Киевской области (среди локаций — ВДНХ, гостиница Hilton, Андреевский спуск). Съёмки комедии завершились в июне 2020 года.

### Музыка
1 декабря 2021 года, Ольга Полякова и DZIDZIO представили песню «Щасливі люди», а также видеоклип к композиции, которая стала саунд-треком к новогодней комедии в которой исполнители сыграли главные роли. Автором слов и музыки стал Михаил Хома.

## Релиз
Дистрибьютором фильма в Украине стала компания FILM.UA Distribution вместе с компанией Кinomania Film Distribution.
28 декабря 2021 года, в кинотеатре «Оскар» состоялся допремьерный показ фильма «Звёзды по обмену».
Премьера фильма в широком прокате состоялась 1 января 2022 года.